# 拉瓜達盧普 (瓜伊尼亞省)

拉瓜達盧普（西班牙語：La Guadalupe），是哥倫比亞的城鎮，位於該國東部瓜伊尼亞省，西面和南面是巴西，東面是委內瑞拉，面積6,457平方公里，海拔高度80米，人口326，人口密度每平方公里34.84人。
1°14′49″N 66°51′52″W / 1.24694°N 66.86444°W